# Philip Phillips (Politiker)

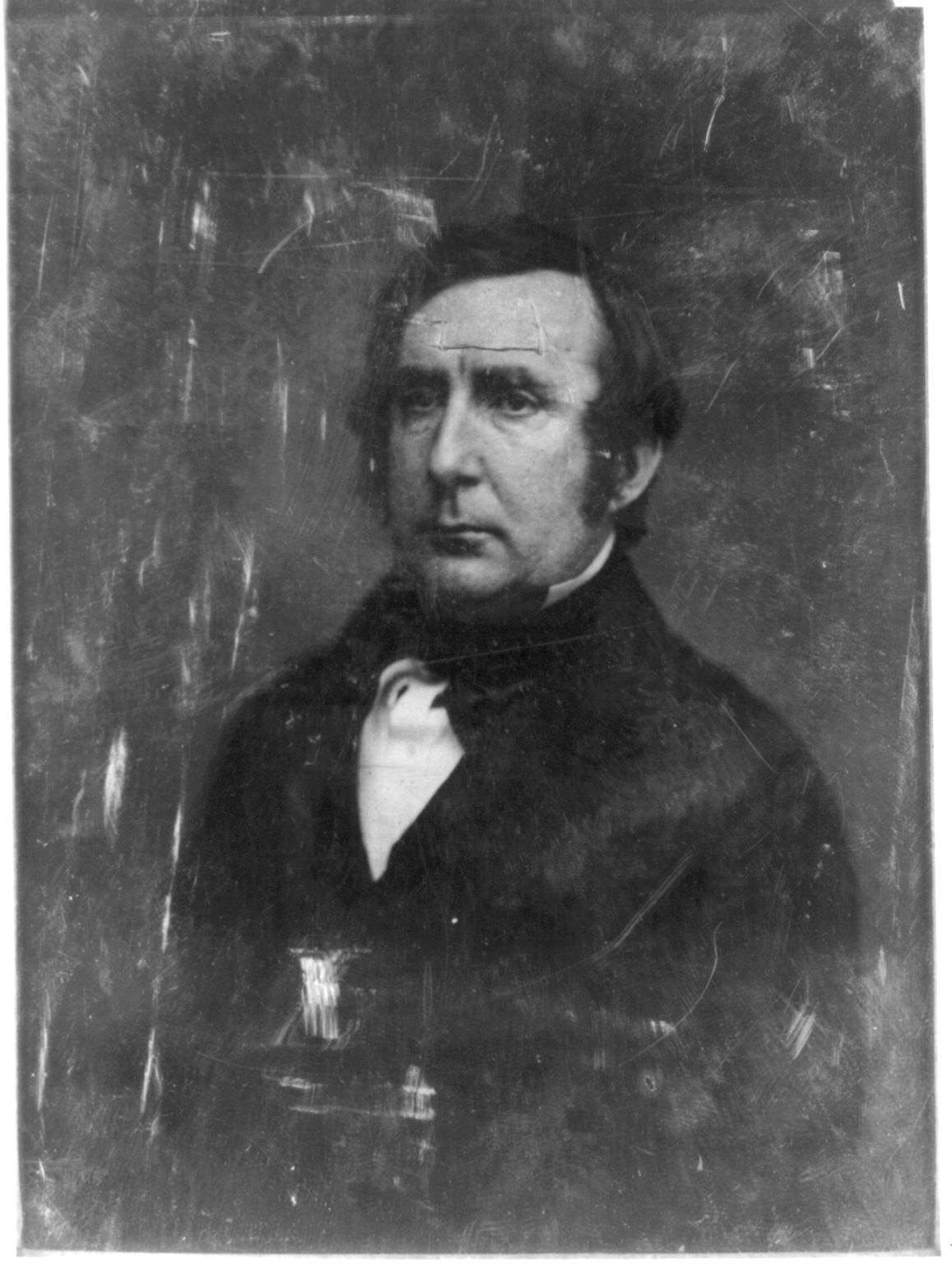
Philip Phillips

Philip Phillips (* 13. Dezember 1807 in Charleston, South Carolina; † 14. Januar 1884 in Washington, D.C.) war ein US-amerikanischer Rechtsanwalt und Politiker (Demokratische Partei).

## Werdegang
Philip Phillips verfolgte klassische Studienfächer. Er studierte Jura, bekam seine Zulassung als Anwalt und fing dann am 14. Dezember 1828 in Charleston an zu praktizieren. Phillips nahm 1832 als Delegierter an der staatlichen verfassungsgebenden Versammlung teil. Er war 1833 und 1834 Mitglied im Repräsentantenhaus von Alabama. Dann zog er nach Mobile, wo er wieder seiner Tätigkeit als Anwalt nachging. Ferner war er 1844 und 1851 wieder Mitglied im Repräsentantenhaus von Alabama. Phillips nahm 1852 als Delegierter an der Democratic National Convention teil. Er wurde in den 33. US-Kongress gewählt, wo er vom 4. März 1853 bis zum 3. März 1855 tätig war. Phillips lehnte 1854 eine erneute Kandidatur für den US-Kongress ab. Danach ging er einer Beschäftigung als Anwalt in Washington, D.C. nach, wo er 1884 starb. Er wurde auf dem Laurel Hill Cemetery in Savannah (Georgia) beigesetzt.